# Scarce
Pour l’article homonyme, voir Scarce (film).
Scarce est une publication française d'étude de la bande dessinée américaine (ou comics). Fanzine fondé en 1983 par Frédéric Blayo, Scarce est repris peu après par Yvan Marie et Jean-Paul Jennequin, qui fondent l'association loi de 1901 Saga pour l'éditer. Yvan Marie tient les rênes de la revue jusqu'au milieu des années 90, où il passe le relais à Olivier Thierry. En 2008, la revue change de mains et Xavier Lancel, qui y participait depuis 1999, en devient le directeur de publication. C'est aujourd'hui la seule publication du genre dans le monde francophone et un des plus vieux fanzines consacrés à la bande dessinée.

## Ligne éditoriale
Ce « journal au goût américain » traite exclusivement des comics, c'est-à-dire de la bande dessinée produite aux États-Unis, quels qu’en soient les auteurs. Si une large place est accordée aux super-héros des grands éditeurs, les comics indépendants ou underground sont également présents. Maisons d’édition, lignes, auteurs, personnages, séries et tendances de la bande dessinée made in USA, toutes ces facettes sont abordées par la revue. Scarce est un fanzine, autrement dit il est réalisé par des amateurs n’ayant pas une formation de journaliste et sa périodicité est un peu irrégulière. Cependant, à côté de publications prétendument professionnelles, Scarce soutient largement la comparaison.
Depuis 2009, chaque numéro est axé autour de l’un des thèmes suivants, accompagné d’interviews exclusives, d’articles de fond et de chroniques partiales (à dessein, la causticité variant suivant le rédacteur) :
- une série ou un personnage de comics, par exemple : Cloak & Dagger (no 76), Superman (no 81), Legion of Super-Heroes (nos 84-85) ;
- un artiste de comics (au sens large, les scénaristes, encreurs, éditeurs, coloristes ou lettreurs entrent aussi dans ce cadre) : Ernie Colón (no 77), Mike Carey (no 74), Dan Abnett et Andy Lanning (no 83) ;
- une maison d'édition ou une ligne de comics : Helix (en) (no 78), CrossGen (no 79) ;
- une série comics populaire dont la publication a été interrompue en version française : New Warriors (no 72), Power Pack (no 80), Alpha Flight (no 86) ;
- un courant ou thème général couvrant diverses publications : les dessinateurs oubliés des années 80 (no 71), les artistes français (no 73), les arts martiaux (no 82).

Des rubriques plus ou moins régulières — suivant la place disponible — sont en outre présentes dans chaque numéro :
- Post-Scriptum : rubrique consacrée à l'actualité des sujets des numéros précédents ;
- Point d’Encrage : rubrique graphique de 3 pages réalisée par Philippe Corider, consacrée aux travaux des encreurs ;
- UK Corner: rubrique consacrée à la B.D. grand-bretonne tel que 2000 A.D. et Judge Dredd;

D'autres rubriques régulières ont pu exister dans l'histoire de Scarce mais ne figurent plus au sommaire:
- Overstreet Journal : rubrique fourre-tout consacrée aux publications récentes reçues ou achetées par la rédaction ;
- Comment Reconnaître…? : rubrique consacrée aux tics graphiques des dessinateurs ou à leur appropriation d'un personnage ;
- Boom! Bang : rubrique consacrée aux publications de l'éditeur Boom! ;
- En Toute Logique : rubrique décortiquant le contenu et les intervenants d'une série anthologique : Menace (no 85), Amazing High Adventure (no 86) ;
- Les Hors d’œuvre de… : rubrique consacrée aux travaux ponctuels ou méconnus d'un artiste, par exemple : Klaus Janson (no 82).

Le magazine a autrefois publié de courtes histoires de bande dessinée et des dessinateurs aujourd’hui reconnus y ont fourbi leurs premières armes. Notamment :
- Denis Bajram (nos 22 et 30)
- Jean-Marc Ponce (no 31)
- Erik Juszezak (no 33)
- Mathieu Lauffray (no 34)

Des dessins humoristiques de Sylvain Delzant et Cyrille Munaro y sont publiés régulièrement.

## Collaborateurs
Jean Wacquet et Jean-Paul Jennequin, qui ont participé au magazine dans les années 1990, exerçaient parallèlement une activité liée à la bande dessinée. Le premier, à l’époque gérant de la librairie spécialisée en comics Dangereuses Visions à Lille, est devenu directeur de collection chez Soleil Productions et aux éditions Delcourt. Le second, qui était auteur et éditeur de la série Les Folles Nuits de Jonathan, a poursuivi une carrière de journaliste et de traducteur ; on lui doit notamment les traductions françaises de Réinventer la bande dessinée (Vertige Graphic, 2002) ou American Splendor (Çà et là, 2009).
Parmi les autres collaborateurs bénévoles de Scarce, plusieurs ont appliqué leur expérience acquise dans le fanzinat au monde de l’édition professionnelle. Après avoir été directeur éditorial chez Semic, Thierry Mornet est devenu directeur de la collection « Contrebande » chez Delcourt ; il est en outre rédacteur en chef du bimestriel Star Wars : Comics Magazine de ce même éditeur. Jean-Marc Lainé a suivi un parcours parallèle puisqu’il a été successivement responsable éditorial chez Semic et directeur de la collection « Angle Comics » chez Bamboo. Olivier Thierry, qui a déjà occupé ces fonctions pour Scarce, est directeur de la publication et rédacteur en chef de Zoo, magazine d’information gratuit auquel contribuent également Michel Dartay, Egon Dragon, Jean-Marc Lainé et Jean-Philippe Renoux, anciens ou actuels chroniqueurs du fanzine. Philippe Castelneau, libraire, écrivain (Asphalte éditions) et directeur de collection aux éditions publie.net, a collaboré dès le numéro 7 (article sur Photononik, co-écrit avec Yvan Marie), puis de manière régulière dans les années 90 et jusqu'en 2006 (rubrique French news).
Jean-Paul Jennequin et Jean-Marc Lainé ont par ailleurs chacun écrit (ou coécrit) une étude consacrée aux comics dans la Bibliothèque des miroirs des Moutons électriques, respectivement Alan Moore : Tisser l’invisible (2010) et Frank Miller : Urbaine tragédie (2011).
Le dessinateur Frédéric Grivaud est un des piliers de la revue. Outre ses travaux de rédaction et de correcteur, il a colorisé ou réalisé entièrement nombre des couvertures de la revue.